# 滇西堇菜
滇西堇菜（学名：Viola tienschiensis）是堇菜科堇菜属的植物，为中国的特有植物。分布在中国大陆的云南等地，生长于海拔2,100米的地区，多生在山坡云南松林下，目前尚未由人工引种栽培。

## 别名
滇维堇菜（植物研究）、狭托叶堇菜、分蘖堇菜